# Poros (rei)

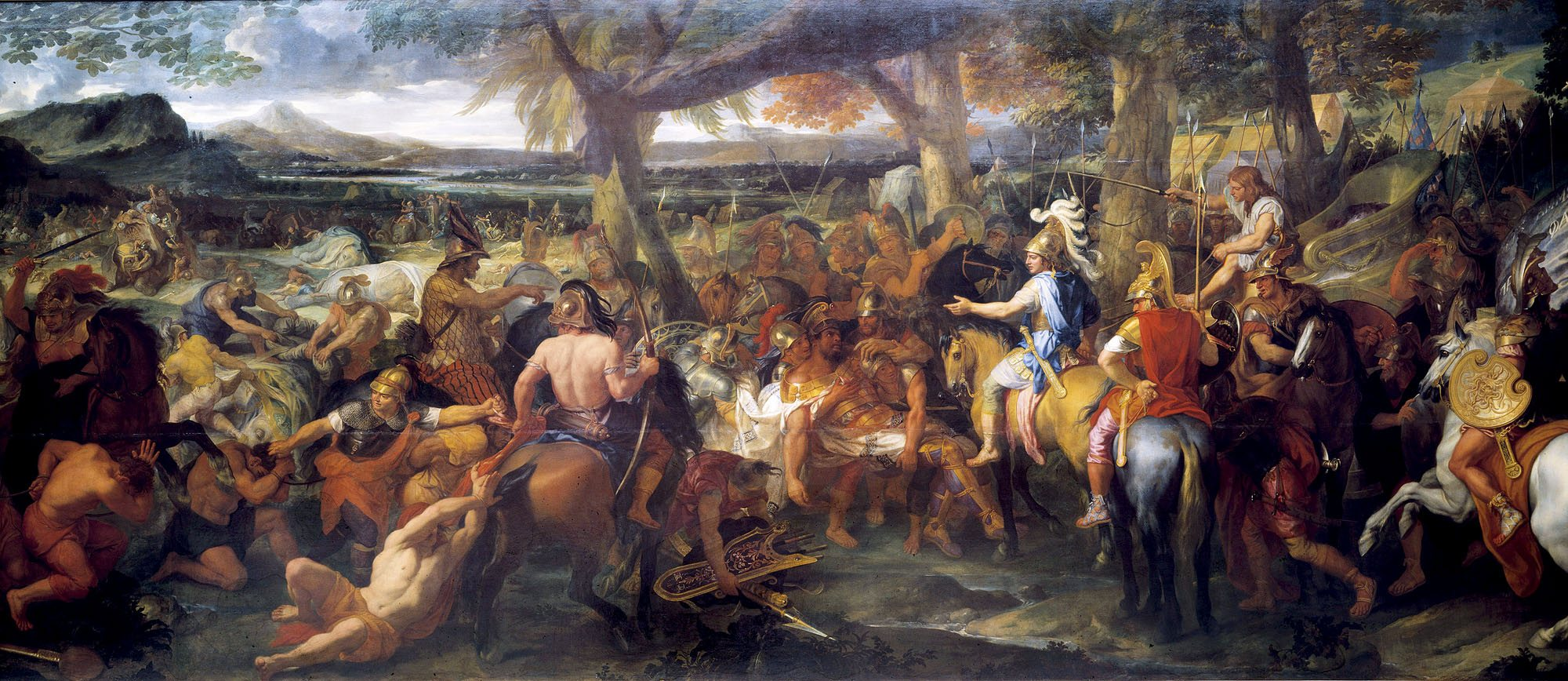
Alexandre i Poros, de Charles Lebrun (1673)

Poros fou el nom en grec d'un rei de l'Índia de nom Puru o Pururava, amb dominis a la vora de l'Hidaspes que marcava la seva frontera occidental. A la vora d'aquest riu, Poros va esperar els invasors macedonis, i no va seguir l'exemple dels reis veïns Tàxiles i Abisares que s'havien sotmès a Alexandre el Gran.
En arribar Alexandre es va trobar amb un poderós exèrcit (amb 200 elefants) que ocupava la riba esquerra del riu, i el conqueridor va decidir no travessar el riu i va buscar un lloc per creuar lluny de la vigilància de Poros; finalment va poder passar un cos de l'exèrcit mentre el cos principal quedava sota el comandament de Cràter d'Orèstia. Alexandre disposava de 6000 infants i 5000 cavallers. Poros va enviar el seu fill amb un cos de cavalleria escollit, per controlar els moviments enemics i el mateix rei anava al darrere; finalment els dos exèrcits es van trobar i encara que Poros va disposar perfectament les seves forces, el superior geni d'Alexandre va obtenir la victòria; Poros va aguantar la derrota i no es va retirar fins que ja tot el seu exèrcit havia fugit i ell mateix estava ferit. Alexandre li va enviar emisaris que li van garantir la seguretat i finalment Poros es va rendir i el van portar davant el conqueridor; aquest el va rebre amb el màxim honor i li va restaurar el seu regne i encara li va donar més territoris com els del seu cosí Poros de Gandaris.
En endavant Poros va ser ferm aliat d'Alexandre; el va acompanyar en les expedicions contra els pobles veïns però després de creuar l'Acesines, va ser enviat de retorn al seu regne per reclutar més forces, amb les que es va reunir al rei a Sangala, i va ser clau en la derrota dels cateans, un poble amb el qual Poros ja estava en guerra anteriorment. Poros va romandre al costat del rei macedoni amb una força auxiliar fins a la riba de l'Hifasis (Hyphasis) i encara va participar en l'equipament de la flota macedònia.
En agraïment Alexandre li va donar el govern de la regió entre l'Hidaspes i el Hifasis, amb set nacions i dos mil ciutats, territoris que va retenir a la mort d'Alexandre amb títol de rei tant al primer repartiment com al de Triparadisos el 321 aC (és evident que aquestos territoris difícilment podien ser controlats per cap general macedoni). Finalment el general Eudem, sàtrapa de la província adjacent, va agafar Poros a traïció i el va fer matar, abandonat el territori amb 120 elefants i alguns soldats macedonis que quedaven al país, per anar a ajudar Èumenes contra Antígon el Borni.